# Juliet Simms
Juliet Simms, född 26 februari 1986, är en amerikansk singer/songwriter som tillhör skivbolaget Epic Records. Hon är sångerska, gitarrist och låtskrivare för bandet Automatic Loveletter.

## Biografi

### Soloartist
Hennes första 4 låtar var producerade av de Grammynominerade medlemmarna i death metal bandet Spine Shank, men Juliets melodiska rocktoner, "The View from Below", "Changing Skies", "Old Movie" och "I Notice" passade inte riktigt för det produktionsteamet. Juliet Simms frågade skivbolaget efter en annan producent och de tog in studiomästaren Richie Zito, en låtskrivare och producent för Elton John, the Motels och Heart, och han och Simms spelade in en handfull med låtar som genast blev uppmärksammade. "Someday" och "Make-up Smeared Eyes" erövrade förstaplatsen i tre olika musikstilar på MySpaces musiklistor, där Juliet Simms blev en Featured Artist. Hennes musik började strax därefter spelas på MTV's The Real World och Road Rules. Hennes ballad, "Old Movie", spelades som avslutningslåt på The Real World's säsongsavslutning (2006).

## Diskografi

### Med Automatic Loveletter
- Recover EP – 2007
- Recover EP (Hot Topic Exclusive) – 2008
- Automatic Loveletter EP – 2009
- Truth Or Dare – 2010

### Solo
- "Wild Child" (singel) – 2012
- All or Nothing (EP) – 2015
- From the Grave[1] (album) – 2016
- "Take Me" (singel) – 2018
- "Bad Love" (singel) – 2019
- "100 Little Deaths" (singel) – 2019

### Gästframträdanden
- LoveHateHero – Just Breathe (2005, sång på "Theatre of Robots")
- Cartel – Cartel (2007, sång på "Lose It")
- All Time Low – So Wrong, It's Right (2007, sång på "Remembering Sunday")
- Secondhand Serenade — A Twist in my Story: Deluxe Edition (2009, sång på "Fix You (Coldplay cover)")
- 3OH!3 – (sång på "Careless Whisper (Wham! cover) med Alex Gaskarth från All Time Low)